# Серго-Ивановское сельское поселение
Серго-Ивановское сельское поселение — упразднённое муниципальное образование в составе Гагаринского района Смоленской области России.
Административный центр — село Серго-Ивановское.
К 1 января 2020 года все населённые пункты вошли в Никольское сельское поселение.

## Географические данные
- Общая площадь: 130 км²
- Расположение: юго-западная часть Гагаринского района
- Граничит:
  - на северо-западе — с Баскаковским сельским поселением
  - на северо-востоке и востоке — с Потаповским сельским поселением
  - на юге — с Вяземским районом
  - на западе — с Новодугинским районом
- По территории поселения проходит автомобильная дорога Царёво-Займище — Баскаково.
- По территории поселения проходит железная дорога Москва — Минск, имеется остановочный пункт Серго-Ивановское.
- Крупная река: Сежа.

## История
Образовано 2 декабря 2004 года.

## Население
| 2007  | 2011  | 2012  | 2013  | 2014  | 2015  | 2016  |
| ----- | ----- | ----- | ----- | ----- | ----- | ----- |
| 1306  | ↘1252 | ↘1225 | ↘1203 | ↘1193 | ↘1167 | ↘1150 |
| 2017  | 2018  | 2019  |       |       |       |       |
| ↗1155 | ↘1143 | ↘1136 |       |       |       |       |

## Состав поселения
В состав поселения входят следующие населённые пункты:
- Село Серго-Ивановское — административный центр
- Арменево, деревня
- Беливцы, деревня
- Васильевское, село
- Вятское, деревня
- Ларино, деревня
- Мамоново, деревня
- Мостище, деревня
- Первитино, деревня
- Петрыкино, деревня
- Порубино, деревня
- Привалье, деревня
- Телятовка, деревня
- Тюлино, деревня
- Щиголево, деревня

## Местное самоуправление
Главой поселения  являлись,
с 2005-2015 Мулюкова Марина Орестовна
с 2015-2019г Павлов Александр Сергеевич .
в настоящее время Серго-Ивановское поселение упразднено и вошло в состав Никольского сельского поселения
глава поселения  Воробьёва Олеся Александровна.